# فانامويسا (ساو باريش)
فانامويسا (بالإنجليزية: Vanamõisa, Saue Parish)‏ هي قرية تقع في إستونيا في Saue Parish.[بحاجة لمصدر]